# شقراقينات
الشقراقينات (الاسم العلمي: Coracioidea) هو فيلق من الطيور يتبع رتبة الشقراقيات من شعيبة الطيور.

## فصائل
يضم هذا الفيلق فصيلة وحيدة هي:
- الشقراقية